# Кронеберг Андрій Іванович
Андрі́й Іва́нович Кро́неберг (рос. Андрей Иванович Кронеберг; * жовтень 1814, Харків — † 10 квітня 1855, Харків) — російський перекладач і шахіст. Відомий своїми перекладами Шекспіра. Один із найсильніших шахістів Харкова середини XIX сторіччя. Син ректора Харківського університету Івана Кронеберга.

## Життєпис
Син ученого Івана Кронеберга, який був ректором Харківського університету.

### Перекладацька діяльність
Жив у Москві й Петербурзі, був знайомий із письменником Віссаріоном Белінським. Перекладав, зокрема твори Вільяма Шекспіра, чиїм палким прихильником був («Гамлет», «Макбет», «Багато галасу з нічого», «Дванадцята ніч») і Генріха Гайне. Володів англійською, німецькою, французькою, латинською, грецькою та італійською мовами. Активно друкував свої матеріали в журналі «Современник» у 1847—1852 роках. Писав вірші, цікавився розвитком драматургії, був літературним критиком.

### Шахова діяльність
Один із найсильніших харківських шахістів середини XIX сторіччя. Грав із такими тогочасними шахістами, як Карл Яніш, Ілля Шумов, Розенберг, Долгоруков, Пассек, харків'янин Шилкін.
«Шахматный листок» опублікував 2 партії Кронеберга з провідним російським майстром того часу — Карлом Янішем. В одній перемогу здобув Яніш, в іншій — Кронеберг.
У більшості партій використовував гамбіт Муціо — різновид королівського гамбіту. Проводив теоретичні дослідження відгалужень королівського гамбіту. Одне з них надруковано в берлінській газеті «Шахцайтунґ» у 1861—1862 роках (уже після смерті автора).
Автор відомої історико-літературної роботи «Шахматы» на сторінках видання «Современник» 1850 року. У статті повідомляв про історичні деталі діяльності шахістів минулого — Паоло Бої, Руї Лопеса, Леонадро, Ґреко, Філідора, Лабурдонне, Макдоннелла та інших. Завдяки знанню європейських мов опрацював велику кількість закордонної шахової літератури в оригіналі. Робота «Шахматы» отримала позитивні відгуки в російському шаховому середовищі. Інколи допомагав перекладати на німецьку мову праці Олександра Петрова, які той відсилав у берлінську «Шахцайтунґ».